# Devjatajev
Devjatajev (russisk: Девятаев) er en russisk spillefilm fra 2021 af Timur Bekmambetov og Sergej Trofimov.

## Medvirkende
- Thure Riefenstein som Kommandant Berghoff
- Pavel Prilutjnyj som Mikhail Devjatajev
- Darja Zlatopolskaja
- Pavel Tjinarev som Nikolaj Larin
- Jevgenij Serzin som Sokolov